# فاصل صفر العرض
الفاصِلُ صِفرُ العَرْضِ المسمى أیضًا الفاصلة المجازية و الفاصل بعرض الصفر —محرف غير مطبوع يستخدم في تصفيف المحارف حاسوبيا مع بعض نظم الكتابة المتصلة مثل الهانغول الكوري و العربية.
عند وضعها بين محرفين يفترض أن يتصلا ببعضهما، فإن الفاصلة المجازية تمنع اتصالهما مع بعض. فمثلا عند كتابة می خواهم (”أريد أن“ بالفارسية) يفترض أن تلتصق الياء بالخاء دون أن يتصلا ببعضهما، می‌خواهم، و يتحقق هذا باستخدام الفاصل صفر العرض. يستخدم الفاصل صفر العرض عند كتابة الإختصارات مثل ”سكك حديد مصر“ و التي تختصر ”س‌ح‌م“ بدلا من كتابتها متصلة ”سحم“ لتوضيح كونها اختصارًا.
يحمل الفاصل صفر العرض في يونيكود الرمز U+200C، ويمثل في HTML بصورة &zwnj; و &#x200c; و &#8204;، كما يمكن أن يكتب باستعمال المفاتيح Ctrl+Shift+2 مضغوطةً في نفس الوقت.

## حواش
1. ↑  وصلة مرجع: https://html.spec.whatwg.org/multipage/named-characters.html.
2. 1 2  وصلة مرجع: https://html.spec.whatwg.org/multipage/syntax.html#character-references.
3. ↑  وصلة مرجع: https://www.unicode.org/Public/UCD/latest/ucd/NamesList.txt.
4. ↑  الصفر هنا بمعنى الخالي أو بالأحرى "عديم العرض"
5. ↑  مقترضة من الفارسية فاصله مجازی "مسافة افتراضية [الإنجليزية]"، و تسمى أيضا فاصلهٔ صفر بالفارسية
6. ↑  ترجمة حرفية من ZWNJ بالإنجليزية